# Anna Pjatych
Anna Viktorovna Pjatych (Russisch: Анна Викторовна Пятых) (Moskou, 4 april 1981) is een Russische hink-stap-springster. Ze won viermaal op een rij de SPAR Europacup en nam tweemaal deel aan de Olympische Spelen.

## Loopbaan
In 2004 maakte Pjatych haar olympisch debuut bij de Olympische Spelen van 2004 in Athene en eindigde hierbij op een achtste plaats. Op de wereldkampioenschappen van 2005 in Helsinki won ze een bronzen medaille. Met een verste poging van 14,78 m eindigde ze achter de Jamaicaanse Trecia Smith (goud; 15,11) en Cubaanse Yargelis Savigne (zilver; 14,82).
Op de wereldindoorkampioenschappen van 2006 won Pjatych met 14,93 een zilveren medaille, op slechts 2 cm achter haar landgenote Tatjana Lebedeva. Op de WK van 2007 in Osaka viste zij met een vierde plaats net naast de medailles. Op de Olympische Spelen van 2008 in Peking eindigde ze, net als vier jaar eerder, op een achtste plaats.

## Titels
- Russisch kampioene hink-stap-springen - 2004, 2007
- Russisch indoorkampioene hink-stap-springen - 2006, 2008

## Persoonlijke records
Outdoor
| Onderdeel          | Prestatie | Datum           | Plaats   |
| ------------------ | --------- | --------------- | -------- |
| verspringen        | 6,72 m    | 29 juni 2007    | Moskou   |
| hink-stap-springen | 15,02 m   | 9 augustus 2006 | Göteborg |

Indoor
| Onderdeel          | Prestatie | Datum           | Plaats |
| ------------------ | --------- | --------------- | ------ |
| verspringen        | 6,57 m    | 23 januari 2005 | Moskou |
| hink-stap-springen | 14,93 m   | 11 maart 2006   | Moskou |

## Palmares

### hink-stap-springen
Kampioenschappen
- 1999:  EJK - 13,36 m
- 2000:  WJK - 14,18 m
- 2002: 8e EK - 14,08 m
- 2002:  Europacup - 14,67 m
- 2003: 4e WK indoor 14,35 m
- 2003:  Europacup - 14,79 m
- 2003: 4e WK - 14,72 m
- 2003: 4e Wereldatletiekfinale - 14,55 m
- 2004:  Europacup - 14,85 m
- 2004: 8e OS - 14,79 m
- 2004: 6e Wereldatletiekfinale - 14,57 m
- 2005:  Europacup - 14,72 m
- 2005:  WK - 14,78 m
- 2005: 5e Wereldatletiekfinale - 14,65 m
- 2006:  WK indoor - 14,93 m
- 2006:  EK - 15,02 m
- 2006: 4e Wereldatletiekfinale - 14,60 m
- 2007: 4e WK - 14,88 m
- 2008: 11e in kwal. WK indoor - 13,99 m
- 2008: 8e OS - 14,73 m
- 2008:  Wereldatletiekfinale - 14,78 m
- 2009:  EK team - 14,10 m
- 2009:  WK - 14,58 m
- 2009: 6e Wereldatletiekfinale - 14,33 m
- 2010:  WK indoor - 14,64 m
- 2013: 7e WK - 14,29 m

Golden League-podiumplekken
- 2005:  Meeting Gaz de France – 14,70 m
- 2005:  Weltklasse Zürich – 14,57 m
- 2006:  Golden Gala – 14,59 m

Diamond League-podiumplekken
- 2010:  Shanghai Golden Grand Prix – 13,94 m
- 2011:  Prefontaine Classic – 13,98 m
- 2013:  Bislett Games – 14,16 m
- 2014:  Adidas Grand Prix – 14,19 m